# Киото сёги
Киото сёги (яп. 京都将棋 кё:то сё:ги) — современный вариант сёги. Изобретены Тамия Кацуей (яп. 田宮克哉) около 1976 г.
В киото сёги играют малым набором фигур сёги на доске 5×5. Однако переворачиваются эти фигуры иначе чем в классических сёги, причём после каждого хода.
Помимо Японии, в последние годы киото сёги получили некоторое распространение в Германии и Польше. Так, перед Чемпионатом Европы по сёги 2012 года в Кракове состоялся турнир по киото сёги. 1-е место в нём занял Йохен Дрехслер (Германия), 2-е — Кацумаса Танака (Япония), 3-е — Мадока Китао (Япония).
Киото сёги реализованы на игровом сёги-сервере 81dojo.com, проводятся онлайн-турниры.

## Правила игры
У каждого игрока в начале партии имеется 5 фигур 5-угольной клиновидной формы, немного различающихся по размеру:
- 1 король (K)
- 1 золотой генерал (G)
- 1 серебряный генерал (S)
- 1 токин (T)
- 1 пешка (P)

### Названия фигур
| Русское название | Японское название |
| ---------------- | ----------------- |
| Белый король     | 王将 (осё)        |
| Чёрный король    | 玉将 (гёкусё)     |
| Ладья/пешка      | 飛歩 (хифу)       |
| Серебро/слон     | 銀角 (гинкаку)    |
| Золото/конь      | 金桂 (кинкэй)     |
| Стрелка/токин    | 香と (киото)      |

Названия фигур киото сёги (кроме королей) состоят из сочетания их двух возможных состояний, являясь омофонами разных японских слов, записанных другими иероглифами: 
- Стрелка/токин — омоним названия города Киото (яп. 京都), давший имя игре,
- Ладья/пешка — омофон слова «кожа» (яп. 皮膚 хифу),
- Серебро/слон — омофон слова «серебряный дворец» (яп. 銀閣 гинкаку) (название реального храма в Киото),
- Золото/конь - омофон слов «передний план» (яп. 近景 кинкэй) и «золотой фазан» (яп. 錦鶏 кинкэй).

### Переворот
В отличие от классических сёги, в киото сёги нет зоны переворота. Каждый раз, когда игрок делает ход фигурой, после завершения хода эта фигура переворачивается. Правила переворота напоминают правила микросёги, и полностью отличаются от стандартных сёги:
- Король не переворачивается: K
- Токин переворачивается в стрелку и наоборот: T ↔ L
- Серебро переворачивается в слона и наоборот: S ↔ B
- Золото переворачивается в коня и наоборот: G ↔ N
- Пешка переворачивается в ладью и наоборот: P ↔ R

### Ходы по доске
Фигуре разрешается ходить согласно правилам её хода, даже если далее она не будет иметь возможности походить. Этим киото сёги отличаются от стандартных сёги, где такой ход запрещён. Например, ладья может пойти на последнюю горизонталь, становясь пешкой и теряя возможность ходить далее. Такая фигура может быть захвачена, как и любая другая.

### Сбросы
Любую захваченную ранее фигуру игрок может сбросить (потратив на это свой ход) на любое свободное поле любой стороной вверх. Правила утифудзумэ и нифу (запрет сдваивания пешек) отсутствуют.